# Список наград и номинаций Тины Кароль
Список наград и номинаций украинской певицы Тины Кароль включает все премии и номинации, полученные ею с начала музыкальной карьеры в 2003 году.

## Государственные награды
2006:
- награда «ФН ООН Украина» в номинации «Выдающийся человек года»[1];
- Государственный орден за Миротворческие миссии, (Косово, Ирак)[2];
- награждена Государственной медалью «За труд и доблесть»[3];

2007:
- награждена Международным Орденом Святого Станислава «за утверждение международного авторитета Украины и весомый вклад в развитие культуры и искусства Украины»[4];

2008:
- удостоена Наивысшего церковного Ордена Святой Великомученицы Катерины Первой степени по личному прошению Митрополита Киевского и Всей Украины Владимира[5];

2009:
- почётное звание «Заслуженный артист Украины» (2009)[6];

2017:
- почётное звание «Народный артист Украины» (2017)[7];

2019:
- награждена Орденом Королевы Анны III степени за заслуги;

2020:
- награждена Орденом княгини Ольги III степени по случаю Дня Конституции Украины[8].

## Общественные награды

### YUNA
| Год  | Категория                            | Работа / Номинант                                         | Результат | Ист.   |
| ---- | ------------------------------------ | --------------------------------------------------------- | --------- | ------ |
| 2013 | Лучшая певица                        | Тина Кароль                                               | Номинация | [ 9 ]  |
| 2013 | Лучшая песня                         | «Ніжно»                                                   | Номинация | [ 9 ]  |
| 2014 | Лучшая песня                         | «Помню»                                                   | Номинация | [ 10 ] |
| 2014 | Лучшая песня                         | «Жизнь продолжается»                                      | Номинация | [ 10 ] |
| 2014 | Лучшая певица                        | Тина Кароль                                               | Победа    | [ 10 ] |
| 2014 | Лучший видеоклип                     | «Помню» (реж. Ярослав Пилунский)                          | Номинация | [ 10 ] |
| 2015 | Лучший альбом                        | «Помню»                                                   | Номинация | [ 11 ] |
| 2015 | Лучшая песня                         | «Мы не останемся друзьями»                                | Номинация | [ 11 ] |
| 2015 | Лучшая исполнительница               | Тина Кароль                                               | Победа    | [ 11 ] |
| 2015 | Лучший видеоклип                     | «Мы не останемся друзьями» (реж. Хиндрек Маасик)          | Номинация | [ 11 ] |
| 2016 | Лучшая исполнительница               | Тина Кароль                                               | Номинация | [ 12 ] |
| 2016 | Лучший дуэт                          | Тина Кароль и участники «Голос. Дети» — «Україна – це ти» | Номинация | [ 12 ] |
| 2016 | Лучшая песня                         | Я всё ещё люблю                                           | Номинация | [ 12 ] |
| 2016 | Событие года                         | Музыкальный спектакль Тины Кароль — «Я всё ещё люблю»     | Номинация | [ 12 ] |
| 2016 | Лучший менеджмент                    | Дом культуры (Тина Кароль)                                | Номинация | [ 12 ] |
| 2017 | Лучшая исполнительница               | Тина Кароль                                               | Номинация | [ 13 ] |
| 2017 | Лучший менеджмент                    | Дом Культуры (Тина Кароль)                                | Номинация | [ 13 ] |
| 2018 | Лучшая исполнительница               | Тина Кароль                                               | Победа    | [ 14 ] |
| 2018 | Лучший тур                           | Тина Кароль - Всеукраинский тур «Интонации»               | Номинация | [ 14 ] |
| 2018 | Лучшая песня на украинском языке     | «Перечекати»                                              | Победа    | [ 14 ] |
| 2018 | Лучший менеджмент                    | Тина Кароль (Павел Орлов)                                 | Номинация | [ 14 ] |
| 2020 | Лучший дуэт                          | Тина Кароль и Бумбокс «Безодня»                           | Номинация | [ 15 ] |
| 2021 | Лучший дуэт                          | Тина Кароль и Юлия Санина «Вільна»                        | Победа    | [ 16 ] |
| 2021 | Лучшая песня                         | Тина Кароль и Юлия Санина «Вільна»                        | Номинация | [ 16 ] |
| 2021 | Лучшая песня к фильму                | «Вільна» к к/ф «Преданная»                                | Победа    | [ 16 ] |
| 2021 | За особые достижения в музыке        | Тина Кароль                                               | Победа    | [ 16 ] |
| 2022 | Лучшая исполнительница               | Тина Кароль                                               | Номинация | [ 17 ] |
| 2022 | Лучший менеджмент                    | Тина Кароль (Павел Орлов)                                 | Номинация | [ 17 ] |
| 2023 | За благотворительность и меценатство | Тина Кароль                                               | Победа    |        |

### ShowBiz Award
| Год  | Категория     | Работа / Номинант | Результат | Ист. |
| ---- | ------------- | ----------------- | --------- | ---- |
| 2006 | Открытие года | Тина Кароль       | Победа    |      |

### Украинская песня года
| Год  | Категория                | Работа / Номинант | Результат | Ист.   |
| ---- | ------------------------ | ----------------- | --------- | ------ |
| 2021 | Легенда украинской песни | Тина Кароль       | Победа    | [ 18 ] |

### M1 Music Awards
| Год                                        | Категория                        | Работа / Номинант                                                                          | Результат | Ист.   |
| ------------------------------------------ | -------------------------------- | ------------------------------------------------------------------------------------------ | --------- | ------ |
| 2015                                       | Лучшая певица                    | Тина Кароль                                                                                | Победа    | [ 19 ] |
| 2015                                       | Специальная премия портала M1.TV | Тина Кароль и Голос. «Україна – це ти»                                                     | Номинация | [ 19 ] |
| 2015                                       | Лучший тур                       | Тур «Я всё ещё люблю»                                                                      | Победа    | [ 19 ] |
| 2016                                       | Лучшая певица                    | Тина Кароль                                                                                | Номинация | [ 20 ] |
| 2016                                       | Золотой граммофон                | Тина Кароль - «Сдаться ты всегда успеешь» (реж. Хиндрек Маасик)                            | Победа    | [ 20 ] |
| 2016                                       | Лучший видеоклип                 | Тина Кароль - «Твої гріхи» (реж. GloriаFX)                                                 | Номинация | [ 20 ] |
| 2016                                       | Постпродакшн                     | Тина Кароль - «Твої гріхи» (реж. GloriаFX)                                                 | Номинация | [ 20 ] |
| 2017                                       | Лучшая певица                    | Тина Кароль                                                                                | Победа    | [ 21 ] |
| 2017                                       | Клип года                        | «Перечекати»                                                                               | Победа    | [ 21 ] |
| 2017                                       | Лучшее выступление на церемонии  | Тина Кароль «Дикая вода» (в дуэте с Никитой Ломакиным), «Всё во мне», «Мужчина моей мечты» | Номинация | [ 21 ] |
| 2017                                       | Менеджмент артиста               | Тина Кароль (Павел Орлов)                                                                  | Победа    | [ 21 ] |
| Лучшая певица                              | Тина Кароль                      | Номинация                                                                                  | [ 22 ]    |        |
| Фан-клуб года                              | Тина Кароль                      | Победа                                                                                     | [ 22 ]    |        |
| За вклад в развитие национальной индустрии | Тина Кароль                      | Победа                                                                                     | [ 22 ]    |        |
| Победа                                     |                                  |                                                                                            |           |        |
| 2018                                       |                                  |                                                                                            |           |        |
| Певица лета                                | Тина Кароль                      | Победа                                                                                     |           |        |
| 2019                                       | Видеоклип года                   | Тина Кароль «Вабити» (реж. Тим Милграм)                                                    | Номинация | [ 23 ] |
| 2019                                       | Певица года                      | Тина Кароль                                                                                | Номинация | [ 23 ] |
| 2019                                       | Золотой граммофон                | «Сила высоты»                                                                              | Победа    | [ 23 ] |
| 2019                                       | Рок. Только Рок!                 | Тина Кароль и Бумбокс «Безодня»                                                            | Номинация | [ 23 ] |

### Золотая жар-птица
| Год  | Категория      | Работа / Номинант                    | Результат | Ист.   |
| ---- | -------------- | ------------------------------------ | --------- | ------ |
| 2020 | Певица года    | Тина Кароль                          | Номинация | [ 24 ] |
| 2020 | Видеоклип года | «Вабити» (реж. Тим Милграм)          | Номинация | [ 24 ] |
| 2020 | Баллада года   | Тина Кароль и Юлия Санина – «Вільна» | Победа    | [ 24 ] |

### Новая волна
| Год вручения | Лауреат     | Награда                              | Место вручения       | Результат | Ист.   |
| ------------ | ----------- | ------------------------------------ | -------------------- | --------- | ------ |
| 2005         | Тина Кароль | Золотой кулон и 50 000 долларов США. | Новая волна в Юрмале | Победа    | [ 25 ] |

### Ukraine Music Awards
| Год  | Категория         | Работа / Номинант  | Результат | Ист.   |
| ---- | ----------------- | ------------------ | --------- | ------ |
| 2008 | Лучшая песня года | «Полюс притяжения» | Победа    | [ 26 ] |

### Телетриумф
| Год  | Категория                                | Работа / Номинант | Результат | Ист.   |
| ---- | ---------------------------------------- | ----------------- | --------- | ------ |
| 2007 | Лучшая ведущая развлекательной программы | Тина Кароль       | Победа    | [ 27 ] |
| 2008 | Лучшая ведущая развлекательной программы | Тина Кароль       | Победа    | [ 28 ] |

### MEGOGO Music Awards
| Год  | Категория               | Работа / Номинант   | Результат | Ист.   |
| ---- | ----------------------- | ------------------- | --------- | ------ |
| 2022 | Музыка свободной страны | «Вільні. Нескорені» | Номинация | [ 29 ] |
| 2023 | Музыка свободной страны | «Мед»               | Номинация | [ 30 ] |
| 2024 | Музыка нашего единства  | «Дом звукозаписи»   | Победа    |        |

### AOF Film International
| Год  | Категория                   | Работа / Номинант     | Результат | Ист. |
| ---- | --------------------------- | --------------------- | --------- | ---- |
| 2014 | Лучший документальный фильм | «Сила любви и голоса» | Победа    |      |

### South Film and Arts Academy Festival
| Год  | Категория           | Работа       | Номинант    | Результат | Ист.   |
| ---- | ------------------- | ------------ | ----------- | --------- | ------ |
| 2019 | Лучшая женская роль | к/ф «Бывшие» | Тина Кароль | Победа    | [ 31 ] |

### Золотой лайк
| Год  | Категория     | Работа / Номинант | Результат | Ист.   |
| ---- | ------------- | ----------------- | --------- | ------ |
| 2019 | Саундрек года | «Дикая вода»      | Победа    | [ 32 ] |
| 2019 | Икона стиля   | Тина Кароль       | Победа    | [ 33 ] |

### YouTube
Всего Тина Кароль получала одну награду от YouTube — серебряную кнопку, которую дают за достижение в 100 000 и более подписчиков. Награда была получена в 2018 году.

### Прочие премии
| Премия                 | Год  | Категория                        | Работа / Номинант | Результат | Ист.   |
| ---------------------- | ---- | -------------------------------- | ----------------- | --------- | ------ |
| Звёздный путь          | 2020 | «15 лет невероятная»             | Тина Кароль       | Победа    | [ 34 ] |
| Звёздный путь          | 2021 | «Скандал года»                   | Тина Кароль       | Победа    | [ 35 ] |
| ELLE Style Awards      | 2015 | «Телезвезда»                     | Тина Кароль       | Победа    | [ 36 ] |
| Muzvar Awards          | 2021 | «Фан-клуб года»                  | Тина Кароль       | Победа    | [ 37 ] |
| Viva! Самые красивые   | 2008 | «Самая красивая женщина Украины» | Тина Кароль       | Победа    | [ 38 ] |
| Viva! Самые красивые   | 2009 | «Самая красивая женщина Украины» | Тина Кароль       | Победа    | [ 39 ] |
| Viva! Самые красивые   | 2016 | «Самая красивая женщина Украины» | Тина Кароль       | Победа    | [ 40 ] |
| Muzvar                 | 2021 | «Фан-клуб года»                  | Тина Кароль       | Победа    | [ 41 ] |
| Muzvar                 | 2023 | «Фан-клуб года»                  | Тина Кароль       | Номинация |        |
| Мисс Украина-Вселенная | 2008 | «Самая красивая певица Украины»  | Тина Кароль       | Победа    | [ 42 ] |
| Culture Ukraine Awards | 2020 | «Певица года»                    | Тина Кароль       | Победа    | [ 43 ] |
| Culture Ukraine Awards | 2020 | «Альбом года (Найти своих)»      | Тина Кароль       | Победа    | [ 43 ] |

- «Самая популярная женщина Украины» по версии компаний Google и Яндекс;[44][45].
- Тина Кароль получила персональную звезду на Площади звёзд в Киеве[46].
- Музыкальная премия «Русское Радио Украина» в категории «Happy песня».
- в топ-100 влиятельных женщин Украины по версии журнала «Фокус»[47].